# 吳觀域
吳觀域（？—1722年2月3日），浙江錢塘縣人，清朝政治人物。

## 生平
吳觀域為康熙四十七年（1708年）恩賜舉人，康熙四十八年（1709年）已丑科進士。知南安縣，頗有政績。康熙五十九年（1720年）接替王禮，擔任臺灣府臺灣縣知縣。康熙六十年（1721年），臺灣爆發朱一貴民變，吳觀域畏懼內渡。後因為棄城及治事不力，遭覺羅滿保、施世驃等官員捉拿會審。不久，即發往臺灣正法。